# サンリオキャラクターズ ポンポンジャンプ!
『サンリオキャラクターズ ポンポンジャンプ!』は、BSフジにて2017年4月2日から2020年3月29日まで放送された子供番組。
サンリオキャラクターによる子供向け番組の制作は、2011年3月までテレビ東京系列にて放送された『キティズパラダイスpeace』以来6年振りとなった。

## 概要
ハローキティ、マイメロディ、ぼんぼんりぼんなどの人気キャラクターによって進行し、ダンスや歌、アニメをはじめ憧れの仕事やいろんな"ふしぎ"も学べる冒険の島ポンポンアイランドを舞台に、冒険や挑戦をしていく番組。
サンリオが単独で制作した『キティズパラダイス』シリーズとは異なり、今番組は放送局を含めたコミュニティ体制での制作。
2020年3月29日をもって終了し、その後に一部の内容を引き継ぐと共に、同年4月6日月曜日よりテレビ東京制作の『ファンファンキティ!』へ移行する形となった。

## 出演キャラクター
サンリオキャラクター
- ハローキティ[1][2]
- マイメロディ
- ぼんぼんりぼん
- シナモロール
- ミスターメン - 英語が学べるショートアニメに登場。

番組オリジナルキャラクター
- ピンキーリルローズ[1][2] - リオと共にサンリオキャラクター大賞にも参戦している[3]。
- リオスカイピース
- タコパーンダロボ - 2018年4月1日より登場[4]。

## 出演
キャラクターボイス
- 林原めぐみ（ハローキティ）
- 礒部花凜（ピンキーリルローズ）
- 荒牧慶彦（リオスカイピース）
- 佐久間レイ（マイメロディ）
- 黒沢ともよ（ぼんぼんりぼん）
- 川田妙子（シナモン）
- アイリス（英語ナレーター）

リアルキャスト
- どんぐりパワーズ（2019年4月 -）
- 紙龍（ペーパークラフトアーティスト）

## 放送内容
- ダンス
- うた（オリジナルソング）
- えいごをさがそう…日常生活にある英語を学ぶ。
- ポンポン！おしごとげきじょう…気になる職業を紹介する。
- ポンポン！こどもそうだんしつ
- ポンポン！ベストヒットジャーニー…過去「キティズパラダイス」で放映されていたオリジナルソングの再放送。
- みんなでつくろう！ポンポンカード…紙龍と一緒にポップアップカードを作る。
- ミラクルクールクレヨン・おどってみた…公募によって選ばれたダンススクールの子どもたちが、オリジナルソングに合わせてダンスを披露する。
- パパママ・おつカレーさま…公募によって選ばれた子どもが、両親への感謝をこめてオリジナルカレーを作ってふるまう。
- サンリオピューロランドへあいにいこう!

## 番組テーマ曲
主題歌「ポンponジャンプ!」
作詞：こじまよしみ 作曲：SAKIEL・Konnie Aoki 編曲：Konnie Aoki 歌：黒澤美澪奈

## スタッフ
- 企画：サンリオ
- 音楽制作：アミューズ
- アニメーション制作：ポリゴンマジック
- 脚本：福田郁子
- MA：都澤健太
- 編集：江橋佑太、熊谷千慧
- 制作デスク：小菅康夫
- 音響効果：和田亮
- BSフジ編成：伊藤幸弘、大森慎司、和気紀子
- アフレコ演出：齋藤雄樹
- ディレクター：栗原準一郎、永田雅之
- プロデューサー：坂野かおり、河合真一、吉川英明
- 番組制作：ポリゴンマジック
- 制作協力：バウムレーベン、coo Bunker、バロッツ、サンリオエンターテイメント
- 製作：PONPONJUMP製作委員会（サンリオ・BSフジ・図書印刷・学研プラス・アミューズ・ポリゴンマジック・中央映画貿易・オデッサ・エンタテインメント・バロッツ）

## 備考
- 2018年4月7日にフジテレビで早朝4:50 - 5:22に1回限りで再放送が行われた[5][6]。